# T-40
 (février 2024).
Si vous disposez d'ouvrages ou d'articles de référence ou si vous connaissez des sites web de qualité traitant du thème abordé ici, merci de compléter l'article en donnant les références utiles à sa vérifiabilité et en les liant à la section « Notes et références ».
Pour les articles homonymes, voir T40.
Le T-40 était un char amphibie produit par l'URSS à la fin des années 1930.

## Présentation
À la fin de 1938, la conception des T-37 et T38 vieillissant, le chef ingénieur N.A. Astrov de l'usine no 37 de Moscou lança le projet « 010 ». La protection du nouveau modèle fut améliorée par l'inclinaison du blindage et l'armement par l'ajout d'une mitrailleuse DShK de 12,7 mm, et une radio 71-TK-3 fut montée en standard à droite du chef de véhicule. Les qualités nautiques furent aussi grandement renforcées par la forme de barque de la caisse, l'accès au moteur par l'intérieur, le rajout d'un brise lame et la fermeture hermétique des écoutilles, lui permettant de naviguer par une mer de force 3. Par ailleurs, l'hélice et les deux gouvernails étaient protégés contre les armes légères et on monta un compas magnétique pour la navigation de nuit et dans le brouillard. En juillet 1939, quatre prototypes, suivis par deux autres, furent construits avec des moteurs importés Dodge de 76 ch ou D5 de 85 ch, du fait de la pénurie de moteurs. Après les essais, on rallongea la coque de 12 cm et on l'élargit de 5 cm, tout en l'abaissant de 2 cm, et on monta un moteur de fabrication locale, le GAZ-202 (une version du moteur 6 cylindres GAZ-11-73) de 85 ch. Trois nouveaux prototypes sortirent en mars 1940 et une présérie de 15 en août.
Malgré une visite de G. K. Joukov (chef d'état-major) et S. K. Timochenko (ministre de la Défense), suivie d'une modernisation de l'usine, la production, lancée en octobre fut insuffisante, 37 contre 100 prévus à la fin de l'année. Au moment de l'invasion allemande, seulement 216 exemplaires étaient sortis, en conséquence de quoi on décida de simplifier la construction par la suppression de la radio et des équipements amphibies. En juillet 1941, après 60 exemplaires, on mit en production une version mieux blindée et sans la cavité à l'arrière pour l'hélice, qui fut désignée temporairement T-30. En septembre, après des essais infructueux avec le TNSh de 20 mm et le MP-6 de 23 mm, on monta en série quelques ShVAK de 20 mm à la place de la mitrailleuse DShK. La production totalisa 709 exemplaires à son arrêt à la fin de 1941.

## Engagements
Lors de l'année 1941, ils furent engagés au sein des brigades blindées, mélangés avec des chars plus lourds. Par la suite, tout comme les T37 et les T38, on les réserva pour les opérations de franchissement des grands cours d'eau et en 1946, on les relégua à des missions d'entraînement.

## Variantes
- T40 : version amphibie.
- T40S : version dépouillée du matériel amphibie.
- T40S : version avec blindage amélioré (15 mm pour la caisse et 20 mm pour la tourelle).
- T30 : version avec un canon ShVAK de 20 mm.